# Distretto di Mosonmagyaróvár
Il distretto di Mosonmagyaróvár (in ungherese Mosonmagyaróvári járás) è un distretto dell'Ungheria, situato nella provincia di Győr-Moson-Sopron.